# Belisario Cristaldi
Pour les articles homonymes, voir Cristaldi.
Belisario Cristaldi (né le 11 juillet 1764 à Rome, alors la capitale des États pontificaux, et mort le 25 février 1831 dans la même ville) est un cardinal italien du XIXe siècle.

## Biographie
Belisario Cristaldi  est né à Rome le 11 juillet 1764 de Ascanio, membre de l'ancienne famille des barons de Noha, et de Marianna Guglielmi, une noble de Frosinone. Son père, originaire de Nardò dans la province de Lecce, avait hérité en 1756 de tous les biens de son grand-oncle Belisario, Cristaldi, à condition qu'il prenne son nom de famille et s'installe à Rome.
Cadet d'une famille de quatre enfants, il commence ses études au Collegio Romano, qui est alors dirigé par des prêtres séculiers après la suppression de la Compagnie de Jésus.
À la fin de ses études, il exerce diverses fonctions au sein de la Curie romaine, notamment à la chambre apostolique. Avec le cardinal Ercole Consalvi, il participe an 1815 à la préparation du rétablissement du gouvernement papal dans les provinces « di seconda recupera », les Marches et les légations.
En 1816, il est envoyé à Milan pour le règlement des dettes de l'ancien royaume d'Italie. Il est membre de la commission pour la composition d'un nouveau code de procédure criminelle, recteur de l'université « La Sapienza » à Rome, chanoine de la basilique Saint-Pierre, trésorier de la Chambre apostolique et abbé commendataire et ordinaire  de Santa Maria di Farfa  et de San Salvatore Maggiore.
Le pape Léon XII le crée cardinal in pectore lors du consistoire du 18 décembre 1828. Sa création est publiée le 15 décembre 1828.
Le cardinal Critaldi participe au conclave de 1829, lors duquel Pie VIII est élu pape et à celui de 1830-1831, (élection de Grégoire XV). Il est camerlingue du Sacré Collège en 1830-1831. Il mourut quelques jours plus tard, le 25 février 1831, à Rome, laissant une grande partie de sa fortune aux œuvres de charité, et fut enterré dans l'église Sainte-Catherine de Sienne .